# SP 코롤료프 로켓&스페이스 코퍼레이션 에네르기아
SP 코롤료프 로켓&스페이스 코퍼레이션 에네르기아 또는 SP 코롤료프 로켓 우주회사 에네르기아(Ракетно-космическая корпорация "Энергия" им. С.П.Королева, 약자:РКК Энергия, 영문약자:RKK Energia 또는 RSC Energia)는 러시아의 소유스 우주선, 프로그레스 우주선, 인공 위성 등 우주선과 우주 정거장 모듈을 설계하고 제조하는 회사다. 모스크바 근교의 코롤료프시에 본사를 두고있다.
소비에트 연방 시절에 1946년 설계국의 하나로 발족하여, 세르게이 코롤료프를 지도자(1946~1966)로 발전하여 코롤료프 설계국(제1설계국, OKB-1)으로 소비에트 연방과 러시아의 우주 개발을 지원해왔다. 서방세계에서도 그 실적은 높이 평가되고, 국제 우주 정거장 건설에서 중요한 역할을 담당했다.
소유즈 로켓은 에네르기아사에서 생산했으나 2012년 현재 최신형인 소유즈 2호 로켓은 프로그레스사에서 생산한다.

## 미니트맨
2021년 현재 미국 유일의 지상배치 ICBM은 LGM-30 미니트맨이다. 미국은 1961년 미니트맨을 시험발사해 1962년 실전배치했다. 이에 대한 보복조치로 러시아는 1966년 RT-2를 시험발사해 1968년에 실전배치했다. RT-2는 소련 최초의 고체연료 ICBM이다. OKB-1에서 RT-2를 개발했다. 즉 OKB-1은 소련판 미니트맨 제조사다. 2021년 기준으로, 러시아는 RT-2를 여러차례 개량, 개명하여, RS-24 야르스를 실전배치중이다.

## 같이 보기
- 세르게이 코롤료프
- 소유스 우주선
- 우주 정거장
- 클리퍼 우주선